# Senad Gashi
Senad Gashi (ur. 20 kwietnia 1990 w Peciu) – niemiecki bokser wagi ciężkiej, pochodzenia albańskiego.

## Kariera zawodowa
Pochodzi z rodziny albańskiej, mieszkającej w Kosowie. W 1997 przeniósł się wraz z rodziną do Niemiec. W latach 2010–2013 studiował finanse na uniwersytecie w Kaiserslautern. Studia te przerwał, a następnie kontynuował naukę w Hochschule für Prävention und Gesundheitswesen w Saarbrücken.
Jako nastolatek uprawiał Kick-boxing i karate. W 2012 zwyciężył w zawodach German Open w kickboxingu, pokonując w finale 8-krotnego mistrza świata Karstena Krügera. w 2013 walczył w formule K-1 zwyciężając mistrza świata w Muay thai Köksala Orduhana.
Boks trenował od 16 roku życia. Pierwszym jego klubem bokserskim był Boxclub 1921 Neunkirchen, w którym trenował pod kierunkiem Alfreda Königa. Na ringach amatorskich Niemiec stoczył 98 walk, z których przegrał zaledwie osiem. W 2014 rozpoczął zawodową karierę bokserską. 17 maja 2014 pokonał przez nokaut w pierwszej rundzie pojedynku Davida Liskę. Na ringu zawodowym stoczył 20 walk, z czego 17 zakończyło się jego wygraną (wszystkie przez nokaut). 2 października 2015 zwyciężył Węgra Andrasa Csomora zdobywając pas WBC Baltic. Zwycięstwo nad Chorwatem Marino Golesem w maju 2016 pozwoliło mu zdobyć tytuł mistrza świata federacji GBU. W kwietniu 2019 na ringu w Greenwich zmierzył się z Brytyjczykiem Dereckiem Chisorą, przegrywając na punkty. W 2019 stoczył dwie walki, obie wygrywając przed czasem. 12 września 2020 na ringu w Hamburgu pokonał bośniackiego pięściarza Adnana Redzovicia przez techniczny nokaut w czwartej rundzie.
Trenuje w Hamburgu, mieszka wraz z rodziną w Marbelli (Hiszpania).